# Zwitserland op de Olympische Zomerspelen 1896
Twee deelnemers uit Zwitserland namen deel in twee sporten op de Olympische Zomerspelen 1896 in Athene, Griekenland. De Zwitsers wonnen één gouden en twee zilveren medailles, in de persoon van Louis Zutter nadat ze zich op vijf onderdelen hadden ingeschreven.
Zwitserland claimt ook een derde deelnemer aan de eerste Olympische Spelen: Charles Champaud, die ook bij het turnen deelnam, maar tegenwoordig door het IOC als Bulgaarse deelnemer wordt gekenmerkt.

## Medailleoverzicht
| Sport  | Olympiër     | Discipline        | Medaille |
| ------ | ------------ | ----------------- | -------- |
| Turnen | Louis Zutter | paard voltige (m) | Goud     |
| Turnen | Louis Zutter | brug              | Zilver   |
| Turnen | Louis Zutter | paardsprong       | Zilver   |

## Deelnemers en resultaten
| Sport       | Olympiër       | Discipline                | Resultaat | Prestatie |
| ----------- | -------------- | ------------------------- | --------- | --------- |
| Turnen      | Louis Zutter   | paard voltige             | Goud      |           |
| Turnen      | Louis Zutter   | brug                      | Zilver    |           |
| Turnen      | Louis Zutter   | paardsprong               | Zilver    |           |
| Turnen      | Louis Zutter   | rekstok                   | -         |           |
| Schietsport | Albert Baumann | militair geweer 200 m (m) | 8e        | 1294      |

Australië · Bulgarije · Chili · Denemarken · Duitsland · Frankrijk · Griekenland · Groot-Brittannië · Hongarije · Italië · Oostenrijk · Verenigde Staten · Zweden · Zwitserland · Gemengde teams